# Hodosi Mária
Hodosi Mária (Debrecen, 1943. augusztus 25. –) magyar grafikus.

## Életpályája
1958–1962 között a Budapesti Képzőművészeti Gimnáziumban grafika szakán tanult. Az 1970-es években szabadfoglalkozású grafikusművész lett. Az 1970-es, 1980-as években gyakran vett részt hazai és nemzetközi plakátkiállításokon.
Az alkalmazott grafika számos területén dolgozott; foglalkozott könyvborítók, plakátok, prospektusok, naptárak tervezésével, készített embléma- és arculattervezeteket.

## Díjai
- Az év legjobb plakátja fődíj (1981)
- Szép Magyar Könyv lektorátusi különdíja (1986, 1987)

## Kiállításai

### Egyéni
- 1983 Budapest
- 1984 Makó

### Válogatott, csoportos
- 1980 Varsó